# Mursalitsa Peak
Der Mursalitsa Peak (englisch; bulgarisch връх Мурсалица wrach Mursaliza) ist ein 2400 m hoher und hauptsächlich vereister Berggipfel im westantarktischen Ellsworthland. Auf der Westseite der Sentinel Range im Ellsworthgebirge ragt er 5,8 km südwestlich des Mount Barden, 7,24 km westlich des Mount Sharp, 11,73 km nördlich des Brocks Peak und 24,7 km östlich des Helfert-Nunatak aus einem Gebirgskamm auf, der am Mount Sharp abzweigt.
US-amerikanische Wissenschaftler kartierten ihn 1961. Die bulgarische Kommission für Antarktische Geographische Namen benannte ihn 2014 nach einem Gebirgskamm in den Rhodopen, einem Gebirge im Südosten Bulgariens.